# Radmanovo
Radmanovo (cyr. Радманово) – wieś w Serbii, w okręgu rasińskim, w gminie Brus. W 2011 roku liczyła 122 mieszkańców.